# Ormosia subfascipennis
Ormosia subfascipennis is een tweevleugelige uit de familie steltmuggen (Limoniidae). De soort komt voor in het Palearctisch gebied.